# Powiat brzeskolitewski
Powiat brzeski litewski lub powiat brześciański – dawny powiat, do 1513 roku wchodzący w skład województwa trockiego, po tej dacie w skład województwa podlaskiego, a po 1566 roku razem z powiatem pińskim, kamienieckim, kobryńskim tworzył województwo brzeskie litewskie. Po rozbiorach powiat znalazł się w guberni grodzieńskiej jako ujezd brzeski. Obecnie na dawny powiat nakłada się  rejon brzeski Białorusi.